# Warrant (US-amerikanische Band)
Warrant ist eine US-amerikanische Glam-Metal-Band, die Ende der 1980er Jahre sehr populär war und zwei Doppel-Platin-Alben veröffentlichte.

## Bandgeschichte
Warrant wurde im Juli 1984 in Los Angeles von Gitarrist Erik Turner und Bassist Jerry Dixon gegründet. Die ersten Jahre waren noch von mehreren Personalwechseln geprägt, bis im März 1987 mit dem Eintritt von Gitarrist Joey Allen ein festes Line-Up bestehend aus Turner, Dixon, Allen, dem Sänger Jani Lane und dem Schlagzeuger Steven Chamberlin zustande kam. Lane übernahm bald die Rolle des Songwriters für die Band. Im September 1987 nahm Warrant die Demo Heaven für Paisley Park Records, das Plattenlabel von Prince, auf und unterschrieb einen Monat später bei dem Manager Tom Hulett.
Im Januar 1988 nahm Warrant einen weiteren Song für A&M Records auf. Game of War sollte auf dem Soundtrack von Bill & Teds verrückte Reise durch die Zeit erscheinen, A&M entschied sich jedoch später dagegen. Nachdem sie auch die Option auf einen Labelvertrag nicht einlösten, wurden die Bandmitglieder ungeduldig und unterschrieben im April 1988 bei Columbia Records. Die Aufnahmen zum ersten Album begannen im Mai, als Produzent war Beau Hill (Ratt, Kix, Winger, Europe, Alice Cooper) tätig. Die Arbeiten an dem Album verzögerten sich einige Monate, da Sänger Jani Lane einen Nervenzusammenbruch hatte, nachdem er seine Freundin und seinen besten Freund zusammen im Bett erwischt hatte. Im September ging Warrant dennoch gemeinsam mit der Glamrock-Band D’Molls auf eine erste Tournee durch die Vereinigten Staaten, eine weitere mit Britny Fox folgte im Dezember.
Das Debütalbum Dirty Rotten Filthy Stinking Rich (DRFSR) erschien schließlich am 31. Januar 1989. Zusätzlich wurde ein Video zu der ersten Single Down Boys veröffentlicht, das auf MTV in Rotation ging. DRFSR stieg im März in die Billboard-Album-Charts ein, wo sich das Album 65 Wochen aufhielt. Seine Höchstposition erreichte es im September mit Platz 10. Anfang Juli wurde DRFSR mit einer Goldenen Schallplatte ausgezeichnet, gefolgt von einer Platin-Schallplatte im August. Die Single Heaven, die im Juli aus dem Album ausgekoppelt wurde, wurde der größte Erfolg der Band. Das Lied erreichte Platz 2 in den Billboard Hot 100 und wurde im September für über 500.000 verkaufte Einheiten in den Vereinigten Staaten mit einer Goldenen Schallplatte ausgezeichnet, wenig später kam eine weitere aus Kanada hinzu. Warrant war im Jahr 1989 viel auf Tour, spielte unter anderem mit Mötley Crüe, Paul Stanley, Queensrÿche, Poison, Kingdom Come, Danger Danger und Skid Row. Im Herbst wurden mit Big Talk und Sometimes She Cries zwei weitere Singles mit Video veröffentlicht. Schließlich erhielt DRFSR in den Vereinigten Staaten eine zweite Platinauszeichnung für das Album, eine weitere für ein Livevideo und einmal Platin in Kanada.
Im Februar 1990 begann Warrant in Hawaii mit den Aufnahmen für ein weiteres Album. Cherry Pie, das am 11. September 1990 veröffentlicht wurde, war aufgrund des Bonus-Tracks Ode to Tipper Gore mit dem Parental-Advisory-Aufkleber versehen. Zur gleichen Zeit erschien das Titelstück als Single, es erreichte Platz 10 in den Vereinigten Staaten und als einzige Veröffentlichung Warrants auch in Großbritannien Platz 35. Das Album erreichte Platz 7 in den US-Alben-Charts und wurde fünf Wochen nach Veröffentlichung mit Platin ausgezeichnet. Warrant ging in den nächsten Wochen mit Poison auf Tour, die beiden Bands trennten sich jedoch im Januar 1991 nach einem Streit. Daraufhin unternahm Warrant eine erste Europatournee als Support für David Lee Roth, musste jedoch nach der vierten Show bereits abbrechen, nachdem Sänger Jani Lane in Birmingham von der Bühne gefallen war und sich mehrere Rippen gebrochen hatte. Bei der Rückkehr wartete bereits eine Platinauszeichnung aus Kanada für das Album Cherry Pie auf sie. In den Vereinigten Staaten wurde es wenig später mit Doppelplatin ausgezeichnet. Nach Angaben der Band verkaufte sich Cherry Pie 2,7 Millionen Mal.
Die Aufnahmen zu Dog Eat Dog begannen im Februar 1992. Das Album, dessen Stil sich von seinen beiden Vorgängern unterschied und viel experimenteller war, erschien am 25. August, erreichte Platz 25 in den Albencharts und wurde mit Gold ausgezeichnet. Kurz nach Veröffentlichung kam Warrant als Support für Iron Maiden auf eine Europatournee und spielen unter anderem beim Monsters of Rock. Im Anschluss folgte eine US-Tournee mit Lynch Mob.
Im Februar 1993 verließ Jani Lane die Band. Mit wachsender Bedeutung des Grunge verloren die Glam-Metal-Bands immer mehr an Popularität und im März wurde Warrant von Columbia Records gekündigt. Kurz danach starb im Juni Manager Tom Hulet. Während Jani Lane nach kurzer Zeit wieder zurückkehrte, verließ im Mai 1994 Joey Allen die Band und im Juni darauf Steven Sweet. Im September 1994 erhielt Warrant bei CMC Records einen neuen Plattenvertrag. Die Aufnahmen zu Ultraphobic wurden wieder von Produzent Beau Hill unterstützt.
Die nächsten Jahre waren von zahlreichen Line-Up-Wechseln geprägt. Nur die Gründungsmitglieder Erik Turner und Jerry Dixon blieben der Band permanent erhalten. Zwar veröffentlichte Warrant weiterhin Alben und war viel auf Tour, aber größerer Erfolg blieb aus.
Im Januar 2008 gab die William Morris Agency nach langjährigen Gerüchten eine Wiedervereinigung der Band in ihrer Originalbesetzung bestehend aus Turner, Dixon, Lane, Allen und Sweet bekannt. Der erste Auftritt in dieser Konstellation fand beim Rocklahoma-Festival statt. Im September 2008 verließ Lane die Band jedoch wieder und wurde durch Robert Mason (Lynch Mob) ersetzt. Mit Mason begab sich die Band im Februar 2011 ins Studio und nahm das Album Rockaholic auf, das im Mai 2011 veröffentlicht wurde.
Am 11. August 2011 wurde Jani Lane in einem Hotelzimmer im Stadtbezirk Woodland Hills von Los Angeles tot aufgefunden. Während die Todesursache zunächst unklar war, wurde später als Todesursache eine akute Alkoholvergiftung festgestellt.

## Diskografie

### Studioalben
- 1989: Dirty Rotten Filthy Stinking Rich (Columbia Records)
- 1990: Cherry Pie (Columbia Records)
- 1992: Dog Eat Dog (Columbia Records)
- 1995: Ultraphobic (CMC International)
- 1996: Belly to Belly (CMC International)
- 2001: Under the Influence (Down Boy Records)
- 2006: Born Again (Down Boys Records)
- 2011: Rockaholic (Frontiers Records)
- 2017: Louder Harder Faster (Frontiers Records)

### Kompilationen, Best-Ofs und Livealben
- 1996: The Best of Warrant (Columbia)
- 1996: Rocking Tall (Sony Music)
- 1997: Warrant Live 86-97 (CMC International)
- 1999: Greatest and Latest (Deadline Music)
- 2004: Then and Now (Sanctuary)
- 2004: Most Wanted (Mausoleum)
- 2004: Cherry Pie - All the Hitz ’n’ More (Cleopatra)
- 2005: Extended Versions (BMG Special)

### Singles
- 1989: Down Boys
- 1989: Heaven
- 1989: Big Talk
- 1990: Sometimes She Cries
- 1990: Cherry Pie (UK: Silber)
- 1991: I Saw Red
- 1991: Uncle Tom’s Cabin
- 1991: Blind Faith
- 1992: We Will Rock You
- 1992: Machine Gun

## Auszeichnungen für Musikverkäufe
| Goldene Schallplatte - Australien - 1991: für die Single Cherry Pie - 1991: für das Album Cherry Pie - Kanada - 1990: für die Single Heaven | Platin-Schallplatte - Kanada - 1989: für das Album Dirty Rotten Filthy Stinking Rich - 1991: für das Album Cherry Pie - Vereinigte Staaten - 1991: für das Videoalbum Dirty Rotten Filthy Stinking Rich Live |

Anmerkung: Auszeichnungen in Ländern aus den Charttabellen bzw. Chartboxen sind in ebendiesen zu finden.
| Land/RegionAuszeichnungen für Musikverkäufe (Land/Region, Auszeichnungen, Verkäufe, Quellen) | Silber  | Gold     | Platin     | Verkäufe  | Quellen         |
| -------------------------------------------------------------------------------------------- | ------- | -------- | ---------- | --------- | --------------- |
| Australien (ARIA)                                                                            | —       | 2× Gold2 | —          | 70.000    | aria.com.au     |
| Kanada (MC)                                                                                  | —       | Gold1    | 2× Platin2 | 250.000   | musiccanada.com |
| Vereinigte Staaten (RIAA)                                                                    | —       | 2× Gold2 | 5× Platin5 | 6.000.000 | riaa.com        |
| Vereinigtes Königreich (BPI)                                                                 | Silber1 | —        | —          | 200.000   | bpi.co.uk       |
| Insgesamt                                                                                    | Silber1 | 5× Gold5 | 7× Platin7 |           |                 |